# David Ricardo
David Ricardo, född 19 april 1772 i London, död 11 september 1823 på sitt lantställe Gatcomb park i Gloucestershire, var en engelsk nationalekonom, politiker och ledamot av Storbritanniens parlament.

## Bakgrund
Ricardo kom från en judisk familj från Nederländerna. Vid 14 års ålder blev han affärsbiträde hos sin far som han hamnade i konflikt med då han slöt sig till den engelska statskyrkan och ungefär samtidigt gifte sig med en kristen kvinna. Han ägnade sig då åt självständig fondmäklarverksamhet som han hade sådan framgång med att han redan vid 25 års ålder ansågs vara en rik man. 1799 läste han Adam Smiths The wealth of nations och han började då intressera sig för studier inom nationalekonomi. Han gav ut sin första nationalekonomiska skrift, The high price of bullion, a proof of the depreciation of the bank notes 1810 och i den boken föreslog han att Englands bank på nytt skulle bli skyldig att återinlösa sina sedlar och i samband med det minska den stadgade sedelmängden. Ricardos tankegångar bröt delvis igenom i Peels banklag från 1844. Han drog sig så småningom tillbaka från affärsverksamheten och ägnade sig i allt högre grad åt vetenskapliga och sedermera även politiska arbeten. 1819 valdes han in i underhuset.
Ricardo anses vara den verklige grundaren av den abstrakta nationalekonomin och den deduktiva metodens fader. Hans Principles of political economy and taxation betraktas som ett av den klassiska nationalekonomins grundläggande och förnämsta arbeten men det är inte på något sätt ett systematiskt verk. Framställningen lämnar mycket övrigt att önska i fråga om klarhet, fyllighet och följdriktighet och den ger anledning till olika tolkningar av hans uttalanden. Inte minst gäller detta hans värdelära som är utgångspunkten för den marxistiska läran.
Ricardos viktigaste verk, Principles of Political Economy and Taxation, finns översatt till svenska under titeln Nationalekonomins och beskattningens huvudprinciper.

## David Ricardos vetenskapliga bidrag
David Ricardo vann som nationalekonomisk vetenskapsman ett stort inflytande redan i sin tid och materialet skrivet om hans gärning motsvaras i omfång endast av tänkare som Adam Smith, Karl Marx och John Maynard Keynes. Det var också Adam Smiths "An Inquiry into the Nature and Causes of the Wealth of Nations" som låg till grund för Ricardos mest grundläggande teoretiska utgångspunkter i synen på marknaden och samhället, även om han sedermera bröt med Smith på flera väsentliga punkter, till exempel i sin syn på värde och metod. 

## David Ricardos metod
Ricardo utgör ett fundamentalt brott i synen på ekonomisk vetenskap och dess syfte. Emedan Adam Smiths primära intresse var att utröna de krafter som leder till att samhällen blir rika, skriver Ricardo i sitt förord att ekonomins huvuduppgift är att förklara de lagar vilka reglerar distributionen av inkomst mellan samhällets tre klasser, nämligen kapitalistklassen, jordägarklassen och arbetarklassen. Denna inkomst fördelar sig rent tekniskt som profit, ränta och lön, och tillfaller samhällets olika medlemmar i relation till deras ursprungliga bidrag. I modern neoklassisk jargong talar man om produktionsfaktorer vilka ersätts till faktorpriser. Det är karaktäristiskt för perioden för den klassiska politiska ekonomin att analysera samhället med klassbegrepp, snarare än med utgångspunkt i individens beteende, ytterligare en skillnad gentemot den senare neoklassiska skolbildningen. 

## David Ricardos modell
Basen för Ricardo är vad vi traditionellt hänvisar till som Says lag, uppkallad efter Jean Baptist Say. Denna lag, eller teori, menar att marknaden på totalnivå alltid kommer hamna i jämvikt, förutsatt att priser och löner är flexibla. På lång sikt kan där alltså inte finnas överproduktion av kapital eller arbetslöshet. Denna teori har kritiserats av bland andra Karl Marx och John Maynard Keynes, men utgör grunden för även modern ekonomisk teori.
Ricardos modell består av tre grupper eller klasser: kapitalister, arbetare och jordägare. Det är kapitalistklassen som är ekonomins drivkraft, och de utför systemets viktigaste uppgifter. De är producenterna, direktörerna och andra centrala funktioner. Deras bidrag består främst i att de: 
1) bistår till en effektiv allokering av resurser, då de flyttar sina resurser till de områden med högst avkastning. 
2) Initierar ekonomisk tillväxt genom att spara och investera. 
Arbetarnas roll är förhållandevis passiv i Ricardos modell, även om han försvarade en arbetsvärdelära. Arbetarklassens storlek kommer att över tid anpassa sig till reallönen, och öka när denna är stor. Jämvikt uppstår när reallönen motsvarar den kulturellt betingade existensnivån. En sådan jämviktsnivå är givetvis inte helt enkel att definiera, men vi kan tänka oss den i moderna termer som minimilön eller fysiologiska definitioner på vad människor behöver för att överleva. Till detta måste vi sedan addera kostnaden för vad som är en rimlig levnadsnivå i boende och fritid. 
Jordägarna som klass är i Ricardos modell parasiter - deras bidrag är negativt. Detta för att de mottar en jordränta i det att de upplåter land åt kapitalister, utan att själva bidra till utvecklingen. De livnär sig enligt Ricardo på det faktum att de äger land, de bidrar inte till ackumulationen av kapital utan spenderar allt i konsumtion.

## Komparativa fördelar
Ett av Ricardos mest kända teoretiska bidrag är hans teori om komparativa fördelar, vilket är en grundsten i modern handelsteori. Ekonomhistoriker är inte överens om vem som är upphovsmannen till teorin, då även Robert Torrens (1780–1864) och James Mill (1773-1836) utvecklat liknande idéer. I vilket fall som helst är det genom Ricardo teorin får en fullständig presentation och spridning inom vetenskapen. 
Grunden i teorin om komparativa fördelar baseras i en enkel modell med två länder, här England och Portugal. Enligt den enkla teorin har respektive land absoluta fördelar i att producera särskilda varor. Mer konkret betyder det att Portugal kunde producera vin billigare än England, och England kunde producera tyg billigare än Portugal. Detta betyder att bägge länderna bör specialisera sig på respektive vara, och sedan byta med varandra för att även tillgodogöra sig den andra. Detta är grunden för internationell handel. 
I den utvidgade teorin om komparativa fördelar visar Ricardo hur handeln kommer struktureras när ett land har absoluta fördelar i produktionen av bägge varorna. Han visar då att handel kommer äga rum enligt den princip där länderna uppnår relativa fördelar. Konkret betyder det att England fortfarande kommer handla vin från Portugal, även när de kan producera vinet billigare själva. Detta beror på att de har en relativ fördel för tyg. Detta förklaras i modern ekonomisk teori med skillnaden mellan Englands respektive Portugals alternativkostnad för tyg eller vin. 

### Implikationer från en teori om komparativa fördelar
Ricardos teori om komparativa fördelar är allt annat än abstrakt resonerande. Den är starkt sammanflätad med en debatt, den så kallade "Corn Laws"-debatten, som pågick i England i hans tid. Kort handlade debatten om huruvida ett land kunde gynnas av att upprätta handelshinder mot andra nationer. Ricardo söker med sin teori förklara att alla länder gynnas av internationell handel och specialisering. När länder ordnar sin produktion efter komparativa fördelar och idkar handel ökar de sitt konsumtionsutrymme och välfärd. Ricardos teori är sålunda central för förespråkare av frihandel.

## Bytesvärde
Ricardo skilde mellan det absoluta (reella) och det relativa bytesvärdet hos tingen, under förutsättning att de var ekonomiskt nyttiga. Det absoluta värdet hade sin grund i det arbete av olika kvalitet som direkt eller indirekt genom till exempel verktyg eller maskiner nedlagts eller "förkroppsligats" i föremålen. Bytesvärdet hos speciellt sällsynta varor berodde på de efterfrågandes köpvilja och köpkraft. För den stora mängden av marknadsförda varor, sådana som oinskränkt kunnat produceras avgörs bytesvärdet av graden av inneslutet absolut värde i jämförelse med andra varor.
Ricardo talade också om den relativa mängden av nödvändigt arbete som nästan ensamt avgörande för det relativa värdet. Ett modifierat inflytande utövas av kapitalets medverkan, detta kapitals egenskap av fast eller rörligt och i samband därmed tiden för arbetsresultatets frambringande och marknadsförande. Åt kapitalvinsten ges sålunda en värdebestämmande roll. Ricardos värdelära som tydligen inte blev slutgiltigt formulerad, är inte den exklusiva arbetsteorin utan snarare en allmän produktionskostnadsteori.

## Jordränta
Huvudartikel: Jordränta (teori)
Den största uppmärksamheten ägnade Ricardo åt läran om fördelningen av produktionsavkastningen, "nationalekonomins huvudproblem". Han kom först till jordägarnas andel och kompletterade tankar som förut framburits av James Anderson, E. West och Malthus om jordräntan. Spannmål är inte dyrt på grund av att jordränta uppstår, jordräntan uppstår på grund av att spannmålen är dyr. Jordräntan ingår inte i produktens pris som regleras av kostnaden för den produktion som sker under de minst gynnsamma förhållandena. Således var frukten av jordens egen inneboende kraft, jordräntan, för Ricardo en differentialinkomst: "Skillnaden mellan produktionsresultatet av samma mängder arbete och kapital, nedlagda på jord av lika eller olika kvalitet".

## Arbetslön
Arbetslönen gjordes av Ricardo till en prisföreteelse. Liksom varornas pris är av två slag, naturligt (normal-)pris och marknadspris, skilde han mellan 
- arbetets naturliga pris var beroende av priset på de livsmedel, nödvändighets- och bekvämlighetsartiklar, som krävdes för att underhålla arbetaren och hans familj
- dess marknadspris, den faktiskt utbetalade lönen i sina variationer bestämd av tillgång och efterfrågan, men alltjämt oscillerande kring det naturliga. Arbetslönen ställdes i beroende av förhållandet mellan kapitalets och befolkningens tillväxt. Ricardos tankegångar pekade både mot lönefondsteorin och särskilt mot den av Ferdinand Lassalle agitatoriskt tillspetsade teorin om "den järnhårda lönelagen".

Ricardo argumenterade starkt för levnadsstandarden vars ökning han såg som högst önskvärd.
Kapitalvinsten (kapitalräntan + företagarvinst) utgjorde det överskott som även vid jordräntelös produktion uppstod utöver den naturliga reallönen, det vill säga arbetet för att frambringa arbetarnas nödvändiga underhållsmedel. Detta överskott var erforderligt för viljan att spara och ackumulera kapital. Arbetslön och kapitalvinst var intimt förknippade med varandra och de kunde samtidigt öka men kapitalvinsten kunde inte bli en större andel av bruttonationalprodukten (minus jordräntan) annat än på bekostnad av lönen (och tvärtom).
Det fanns således en ständig konflikt mellan de båda inkomstslagen. Prisstegring på livsmedel inverkade inte på reallönen utan medförde i stället en ökning av penninglönen. Lönestegringarna förändrade i och för sig inte varupriset men sänkte däremot kapitalvinsten. Ricardo förväntade sig att den naturliga utvecklingen skulle bli att jordräntan steg med växande folkmängd, kapitalvinsterna skulle sjunka och arbetslönerna i det närmaste skulle förbli konstanta.

## Beskattning
Beskattningen ställdes i samband med lagarna för fördelningen. I undersökningen om vilka inkomstgrupper skatten slutligen föll på, bereddes ett stort utrymme åt frågan i vad mån arbetarklassens levnadsstandard medförde en överflyttning av skatten från denna till bärkraftigare samhällsklasser. Slutsatsen blev att skatterna i slutändan föll på mottagarna av jordränta (utan stegring av produkternas pris) och av kapitalvinst (som också minskas genom skatt på arbetslön) samt på konsumenter med högre levnadsstandard.

## Kvantitetsteorin
I sina avhandlingar framförde Ricardo på ett logiskt och grundläggande sätt kvantitetsteorin som innebar följande:
- att prisnivån regleras av tillgång och efterfrågan på pengar. Hans framställning av förhållandet mellan å ena sidan banksedlarna och det metalliska myntet samt å andra sidan prisnivån utgjorde grundvalen för den så kallade currencyteorin. Samtidigt anses han ha formulerat reglerna för den utländska växelkursen.

- Han sammanband sin penningteori med läran om den internationella handeln. Prisnivån stiger eller sjunker med inflytande eller utgående penningkvantitet till följd av export eller import. På detta område utformade han principen om de komparativa kostnaderna: "Under ett system av fullständigt fri handel ägnar varje land helt naturligt sitt kapital och sitt arbete åt de näringsgrenar, som för detta land är mest fördelaktiga".

I sin praktisk-parlamentariska politik intog Ricardo en mindre utpräglat individualistisk och frihandelsivrande hållning än i sina skrifter. Han hörde till sin tids absoluta reformvänner.